# خيسوس هويرتا دي سوتو
اكية (بالإسبانية: Jesús Huerta de Soto)‏

## تعليمه وحياته المهنية
خيسوس هويرتا دي سوتو باليستر (مدريد 1956)، هو واحد من أهم علماء الاقتصاد الذين يمثلون مدرسة العلوم الاقتصادية النمساوية الحديثة، وهو فيلسوف سياسي إسباني، يشغل حالياً منصب بروفسور وأستاذ جامعي في جامعة الملك خوان كارلوس في مدريد. لقد حاز على شهادتي دكتوراه: الأولى في القانون عام 1984 م والثانية في الاقتصاد عام 1992، وكلاهما من جامعة كومبلوتنسي في مدريد. حصل على منحة جامعية من بنك إسبانيا ودرس في جامعة ستانفورد حيث حاز على شهادة الماجستير في إدارة الأعمال. عام 1979 م، أصبح هويرتا دي سوتو أستاذ الاقتصاد السياسي في كلية الحقوق في جامعة كومبلوتنسي في مدريد. وهو يدرّس مادة الاقتصاد السياسي في كلية الحقوق والعلوم السياسية في جامعة الملك خوان كارلوس في مدريد منذ العام 2000. بالإضافة إلى ذلك، وبغية نشر وتوزيع النموذج النمساوي في كافة البلدان الأوروبية وباقي أنحاء العالم، فهو يدرّس في هذه الجامعة- ومنذ أكتوبر عام 2007 - برنامج الماجستير الرسمي الوحيد للعلوم الاقتصادية النمساوية المعتمد والموافق عليه والصالح في دول الاتحاد الأوروبي كافة. في شهر مايو من العام 2004، أصبح رئيس التحرير المؤسس للمجلة الأكاديمية الجامعية: «عمليات السوق: المجلة الأوروبية للاقتصاد السياسي» (Procesos de Mercado: revista europea de economía política) التي تنشر مرتين في السنة مقالات عن المدرسة النمساوية بلغات الاتحاد الأوروبي الرسمية. قدّم هويرتا دي سوتو مساهمات أكاديمية عديدة، بما فيها كتابه المعنون «خطط التعويض والتقاعد الخاصة»(Planes de pensiones privados) الذي نال عليه جائزة الملك خوان كارلوس الدولية للعلوم الاقتصادية والتي قدمها له الملك بنفسه عام 1983.
هويرتا دي سوتو هو أحد أفراد معهد لودفيغ فون ميزيس وهو باحث بارز في معهد مدريد للدراسات المتقدمة في قسم العلوم الاجتماعية (Fundación Instituto Madrileño de Estudios Avanzados (IMDEA) Ciencias Sociales) ونائب رئيس جمعية مون بيلرين (2000-2004) (Mont Pelerin Society) كما أنه عضو في مجلس إدارة محرري «مجلة العلوم الاقتصادية النمساوية الفصلية: مجلة الأسواق والأخلاق» (Quarterly Journal of Austrian Economics, the Journal of Markets and Morality)، ومجلة «وجهات نظر جديدة تجاه الاقتصاد السياسي» (New Perspectives on Political Economy)، كما شارك في تأسيس «جمعية دراسات حول السلوك البشري» (Sociedad para el Estudio de la Acción Humana). وهو يتعاون تعاوناً وثيقاً مع معهد خوان دي مريانا في مدريد (Juan de Mariana Institute). عام 2009، قدمت جامعة فرانسيسكو مرّوكين شهادة الدكتوراه الفخرية لهويرتا دي سوتو تلتها شهادة فخرية أخرى من جامعة أيوان كوزا (في رومانيا، عام 2010)، وشهادة ثالثة في موسكو من أكاديمية الاقتصاد الوطني في ظل حكومة روسيا الاتحادية (2011)، وهي معهد أسسه لينين عام 1919. ومن الجوائز الأكاديمية الدولية الأخرى التي نالها، نذكر جائزة آدم سميث التي قدمها له المركز من أجل أوروبا الجديدة (CNE) في بروكسيل (عام 2005)، جائزة فرانز كوهل التذكارية للامتياز في مجال التعليم الاقتصادي التي قدمتها له جامعة العلوم الاقتصادية في براغ (عام 2006)، جائزة غاري شلاربوم للحرية (سلامانكا، عام 2009) ووسام حركة فورمنت ديل تريبل الوطنية (في برشلونة عام 2009) (Foment del Treball Nacional). وأخيراً، في 21 يونيو عام 2013، تلقى ميدالية حايك الذهبية من جامعة غوتنغن (في ألمانيا).

## مساهماته وأفكاره
ومن مساهماته الفكرية المشهورة: دراسته عن النشاط التعهدي والريادة واستحالة تطبيق الاشتراكية التي قدمها في كتابه المعنون «الاشتراكية، الحساب الاقتصادي والنشاط التعهدي والريادة» (2010) (Socialism, Economic Calculation, and Entrepreneurship)، وتطويره للنظرية النمساوية عن الدورة الاقتصادية التي قدمها في كتابه المعنون «المال، الاعتمادات المصرفية والدورات الاقتصادية» (Money, Bank Credit and Economic Cycles) ونظرية الفعالية الديناميكية التي تظهر في كتابه المعنون «نظرية الفعالية الديناميكية» (The Theory of Dynamic Efficiency). يعتبر هويرتا دي سوتو بأن تحليل الواقع الاشتراكي الاجتماعي يستلزم مزج المقاربات والنظريات الثلاثة التالية بشكل مناسب: المقاربة النظرية (فون ميزيس)، المقاربة التاريخية التطورية (حايك) والمقاربة الأخلاقية (روثبارد). تُرجمت أعمال هويرتا دي سوتو إلى 21 لغة، بما فيها الروسية، الصينية، اليابانية والعربية. من الناحية الإيديولوجية، يضع البروفسور هويرتا دي سوتو التفوق النظري للاسلطوية الرأسمالية أعلى من التحررية أو الليبرالية التقليدية الكلاسيكية. كما يدافع عن ضرورة إخضاع النظام المالي الحالي لعملية تحرير اقتصادي كامل ولفحص دقيق وشامل: ويدعو إلى عودة اعتماد قاعدة الذهب والاحتفاظ باحتياط إلزامي شامل وتام على الودائع المصرفية في المصارف كافة. كما يتشارك مع مفكرين آخرين أمثال موراي روثبارد بالرأي الذي يفيد بأن مدرسة سلامانكا في العصر الذهبي كانت رائدة وسبّاقة في مجالات الفلسفة والقانون والاقتصاد في ما يتعلق بالمدرسة النمساوية بشكل عام والتحررية أو الليبرالية الاقتصادية بشكل خاص، وكانت مهد ما نسميه اليوم بـ«علوم الاقتصاد». كما يشتهر في مجال العلوم الاقتصادية التطبيقية بدفاعه عن اليورو الذي يتخذ منزلة قاعدة الذهب وهو قادر على ضبط السياسيين، البيروقراطيين وأصحاب المصالح.
نجح هويرتا دي سوتو في تأسيس وتنشئة مجموعة مهمة من الأكاديميين والأتباع الشبان، بمن فيهم- ومن بين آخرين- حاملي شهادات الدكتوراه التالين: فيليب باغوس، ميغيل آنخيل آلونسو نيرا، دايفيد هاودن، غابرييل كالزادا، خافيير أرانزادي ديل سيرو، أوسكار فارا كريسبو، آدريان رافير، خوان رامون رالو، ميغيل آنكسو باستوس بوبيتا وماريا بلانكو. كما انتسب هويرتا دي سوتو، منذ العام 2011، إلى حزب الحرية الفردية.

## أعماله ومؤلفاته
- 1984: خطط التعويض والتقاعد الخاصة (1984)
- 1984-1987: محاضرات في العلوم السياسية الاقتصادية (3 أجزاء، 1984-1987) (Lecturas de economía política)
- 1994: دراسات في الاقتصاد السياسي (Estudios de economía política)
- 2002: دراسات جديدة في الاقتصاد السياسي (Nuevos estudios de economía política)
- 2006: المال، الاعتمادات المصرفية والدورات الاقتصادية (Money, Bank Credit and Economic Cycles)
- 2006: الادخار والضمان في التأمين على الحياة (Ahorra y previsión en el seguro de vida)
- 2008: المدرسة النمساوية: نظام السوق وريادة الأعمال الخلاقة (The Austrian School: Market Order and Entrepreneurial Creativity)
- 2009: نظرية الفعالية الديناميكية (The Theory of Dynamic Efficiency)
- 2010: الاشتراكية، الحساب الاقتصادي وريادة الأعمال (Socialism, Economic Calculation, and Entrepreneurship)

## وصلات خارجية
• محتوى ويكيميديا كومنز المتعدد الوسائط عن خيسوس هويرتا دي سوتو
• محتوى مرئي سمعي صوتي عن هويرتا دي سوتو...
• صفحة خيسوس هويرتا دي سوتو الإلكترونية...
• خيسوس هويرتا دي سوتو  مقالات بقلم خيسوس هويرتا دي سوتو
• مقدمة إلى علوم الاقتصاد…تسجيل صوتي من حصص البروفسور هويرتا دي سوتو في جامعة الملك خوان كارلوس في مدريد
• ندوة حول أفكار خيسوس هويرتا دي سوتو… يلقيها آدريان رافيير في جامعة فرانسيسكو مرّوكين